# 라프츠
라프츠(독일어: Rafz)는 스위스 취리히주의 북서쪽에 있는 뷜라흐구에 있는 자치체이다.
라프츠는 1413년에 Rafsa로 처음 언급되었다.

## 지리

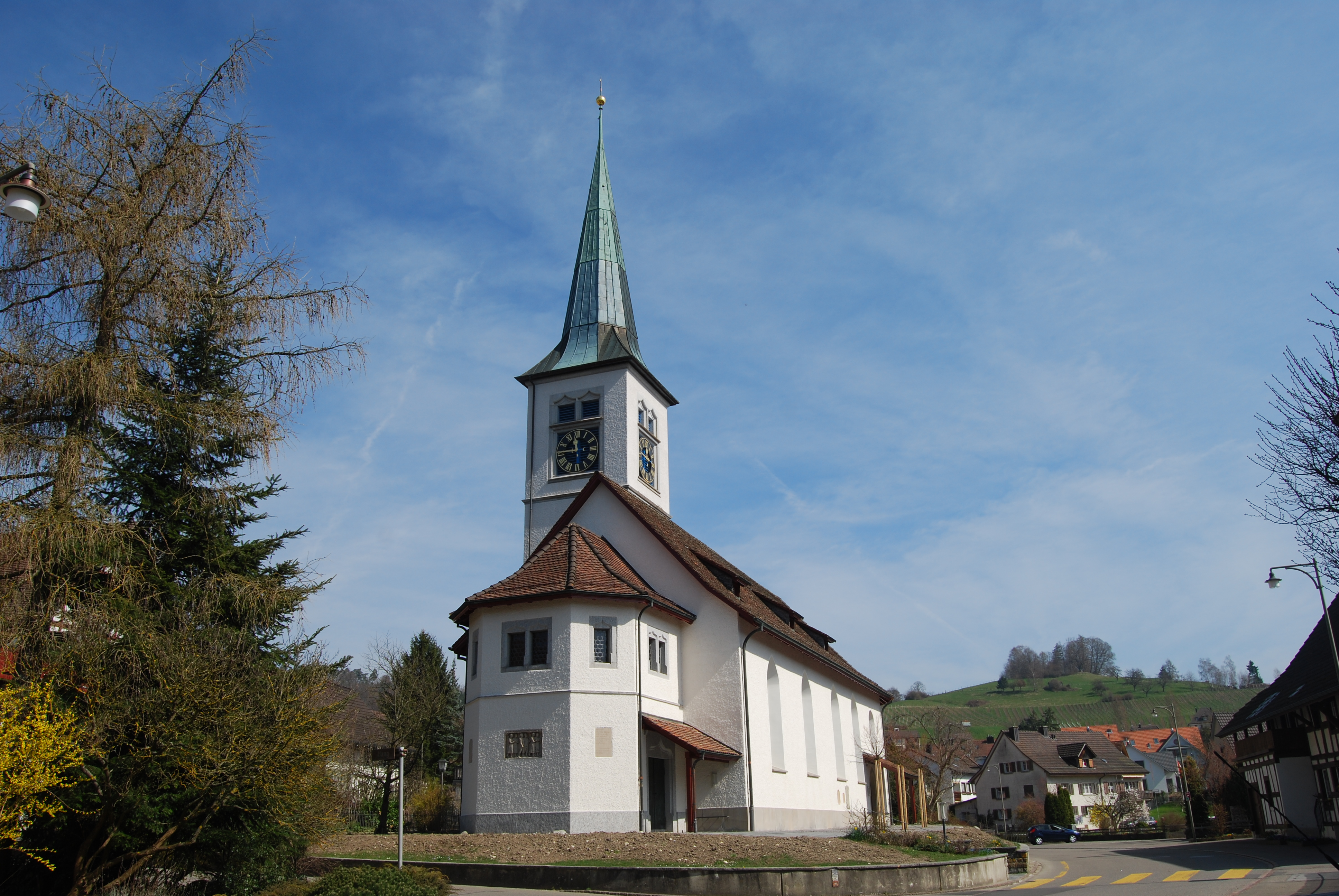
라프츠 교회

라프츠의 면적은 10.7k㎡이다. 이 지역의 52%는 농업용으로 사용되며, 33.1%는 산림이다. 나머지 토지(14.9%)가 주거지이다.
라프츠는 독일 북부 바덴뷔르템베르크주의 슐루헨베르크와 발터스바일, 바덴뷔르템베르크주의 솔겐의 라프츠 마을에서 국경을 접한다.

## 인구통계
라프츠의 인구(2020년 12월 31일 기준)는 4,628명이다. 2007년 기준으로 전체 인구의 14.7%가 외국인이다. 지난 10년 동안 인구는 18.3%의 비율로 증가했다. 2000년 기준, 인구 대부분은 독일어(91.1%)를 사용하며, 이탈리아어가 2.5%로 두 번째로 많이 사용되며, 알바니아어가 세 번째(2.5%)이다.
2007년 선거에서 가장 인기 있는 정당은 44%의 득표율을 기록한 SVP였다. 다음으로 가장 인기 있는 3개 정당은 SPS (18.3%), CSP (10.2%), 녹색당 (8.9%)이었다.
인구의 연령분포(2000년 기준)는 아동·청소년(0~19세)이 전체 인구의 28.5%, 성인(20~64세)이 59.9%, 노인(64세 이상)이 ) 11.7%를 차지한다. 라프츠에서는 인구의 약 79.5%(25세에서 64세 사이)가 비필수 고등교육 또는 추가 고등교육(대학 또는 응용학문대학)을 완료했다.
라프츠의 실업률은 1.95%이다. 2005년 기준으로 1차 경제 부문에 150명이 고용되어 있고, 이 부문에 약 38개 기업이 참여하고 있다. 2차 부문에는 459명의 직원이 있으며, 이 부문에는 40개의 기업이 있다. 3차 부문에는 536명의 직원이 있으며, 이 부문에는 91개의 기업이 있다.

역사적 인구는 다음 차트에 나와 있다.

## 교통
라프츠역은 취리히에서 출발하는 취리히 S-반 S9 선의 종점이며, S22에서 뷜라흐와 샤프하우젠 사이의 중간 정류장이다. 취리히 중앙역에서 열차로 38분 거리에 있다.